# Maleise grondkoekoek
De Maleise grondkoekoek (Carpococcyx radiceus synoniem: Carpococcyx radiatus) is een vogel uit de familie Cuculidae (koekoeken). Het is een voor uitsterven kwetsbare, endemische vogelsoort uit de regenwouden van het eiland Borneo.

## Kenmerken
De vogel is 60 cm lang. Volwassen vogels hebben een zwarte keel, kin en kop met een blauwvioletkleurige glans. De naakte huid rond het oog is groen (niet rood), het oog is bruin of grijs; de mantel en rug zijn groen met een koperkleurige glans. Meer naar onder, richting stuit is de vogel roodbruin met vage donkere banden. De onderkant van de borst en de buik zijn zwart wit gebandeerd. Deze bandering ontbreekt bij onvolwassen vogels, die daar egaal, dof roodbruin gekleurd is.

## Verspreiding en leefgebied
Deze soort komt alleen voor op Borneo in primair regenwoud. De vogel heeft een sterke voorkeur voor vochtig plankwortelbos op kalkbodems op 300 tot 1700 m boven zeeniveau.

## Status
De grootte van de populatie is niet gekwantificeerd, maar de populatie-aantallen nemen af. Het leefgebied wordt aangetast door ontbossing, door houtkap en grote bosbranden waarbij natuurlijk bos wordt omgezet in gebied voor agrarisch gebruik en menselijke bewoning. Om deze redenen staat deze soort als kwetsbaar op de Rode Lijst van de IUCN.